# Mamué
Mamué é uma vila e comuna angolana que se localiza na província de Namibe, pertencente ao município de Camucuio.